# Seiko Matsuda
Seiko Matsuda (jap. 松田 聖子, Matsuda Seiko, eigentlich Noriko Kamachi (蒲池 法子); * 10. März 1962 in Kurume) ist eine japanische Singer-Songwriterin.

## Leben
1980 gelang ihr der Durchbruch mit dem Lied Hadashi no Kisetsu. Im gleichen Jahr wurde Kaze wa Aki-iro ihr erster von insgesamt 24 Nummer-eins-Hits in Folge in Japan.
1990 versuchte Seiko Matsuda mit ihrem englischsprachigen Album Seiko auch in Amerika und Europa Fuß zu fassen. Die Single-Auskopplung The Right Combination, ein Duett mit Donnie Wahlberg, einem Mitglied der New Kids on the Block, wurde sowohl in Europa als auch in den USA ein Hit. Die zweite Single aus diesem Album Was It the Future floppte allerdings, auch das Album selbst verkaufte sich nur mittelmäßig. 1996 veröffentlichte sie mit der Ballade I'll Be There For You ein Duett mit Robbie Nevil.
Neben ihrer Gesangskarriere tritt Matsuda auch regelmäßig im japanischen und amerikanischen Fernsehen auf (so zum Beispiel in der Serie King of the Hill) und spielte einige kleinere Rollen in Kinofilmen, wie in Gnadenlos schön oder in Armageddon. Im Jahr 2010 übernahm sie in einer Folge der US-amerikanischen Serie Bones – Die Knochenjägerin eine Gastrolle.
Seiko Matsuda war von 1985 bis 1997 mit dem Schauspieler Masaki Kanda verheiratet und hatte aus dieser Ehe eine Tochter, die unter dem Namen Sayaka ebenfalls im Musikgeschäft tätig war.

## Diskografie
Studioalben

| Jahr | Titel                       | Höchstplatzierung, Gesamtwochen, AuszeichnungChartsChartplatzierungen (Jahr, Titel, Platzierungen, Wochen, Auszeichnungen, Anmerkungen) | Anmerkungen                                     |
| Jahr | Titel                       | JP | Anmerkungen                                     |
| ---- | --------------------------- | --- | ----------------------------------------------- |
| 1980 | Squall                      | JP64 (3 Wo.)JP | Erstveröffentlichung: 1. August 1980            |
| 1980 | North Wind                  | JP74 (2 Wo.)JP | Erstveröffentlichung: 1. Dezember 1980          |
| 1981 | Silhouette                  | JP68 (3 Wo.)JP | Erstveröffentlichung: 21. Mai 1981              |
| 1981 | Kaze Tachinu (風立ちぬ)     | JP52 (4 Wo.)JP | Erstveröffentlichung: 21. Oktober 1981          |
| 1982 | Pineapple                   | JP49 (5 Wo.)JP | Erstveröffentlichung: 21. Mai 1982              |
| 1982 | Candy                       | JP63 (3 Wo.)JP | Erstveröffentlichung: 10. November 1982         |
| 1983 | Utopia (ユートピア)         | JP50 (5 Wo.)JP | Erstveröffentlichung: 1. Juni 1983              |
| 1983 | Canary                      | JP73 (3 Wo.)JP | Erstveröffentlichung: 10. Dezember 1983         |
| 1984 | Tinker Bell                 | JP89 (1 Wo.)JP | Erstveröffentlichung: 10. Juni 1984             |
| 1984 | Windy Shadow                | JP85 (1 Wo.)JP | Erstveröffentlichung: 8. Dezember 1984          |
| 1985 | The 9th Wave                | JP90 (1 Wo.)JP | Erstveröffentlichung: 5. Juni 1985              |
| 1985 | Sound of my Heart           | JP112 (1 Wo.)JP | Erstveröffentlichung: 15. August 1985 als Seiko |
| 1986 | Supreme                     | JP93 (2 Wo.)JP | Erstveröffentlichung: 1. Juni 1986              |
| 1987 | Strawberry Time             | JP99 (1 Wo.)JP | Erstveröffentlichung: 16. Mai 1987              |
| 1988 | Citron                      | JP1 (15 Wo.)JP | Erstveröffentlichung: 11. Mai 1988              |
| 1989 | Precious Moment             | JP6 Gold · (10 Wo.)JP | Erstveröffentlichung: 6. Dezember 1989          |
| 1990 | Seiko                       | JP2 Gold · (15 Wo.)JP | Erstveröffentlichung: 7. Juni 1990 als Seiko    |
| 1990 | We Are Love                 | JP3 Gold · (9 Wo.)JP | Erstveröffentlichung: 10. Dezember 1990         |
| 1991 | Eternal                     | JP3 (7 Wo.)JP | Erstveröffentlichung: 2. Mai 1991               |
| 1992 | 1992 Nouvelle Vague         | JP8 Gold · (9 Wo.)JP | Erstveröffentlichung: 25. März 1992             |
| 1992 | Sweet Memories ’93          | JP12 (7 Wo.)JP | Erstveröffentlichung: 2. Dezember 1992          |
| 1993 | Diamond Expression          | JP4 Gold · (9 Wo.)JP | Erstveröffentlichung: 21. Mai 1993              |
| 1993 | A Time for Love             | JP21 (6 Wo.)JP | Erstveröffentlichung: 21. November 1993         |
| 1994 | Glorious Revolution         | JP8 (7 Wo.)JP | Erstveröffentlichung: 12. Juni 1994             |
| 1995 | It’s Style ’95              | JP2 Gold · (10 Wo.)JP | Erstveröffentlichung: 21. Mai 1995              |
| 1996 | Vanity Fair                 | JP2 Platin · (10 Wo.)JP | Erstveröffentlichung: 27. Mai 1996              |
| 1996 | Was It the Future           | JP12 (4 Wo.)JP | Erstveröffentlichung: 10. Juni 1996 als Seiko   |
| 1997 | My Story                    | JP5 Gold · (7 Wo.)JP | Erstveröffentlichung: 21. Mai 1997              |
| 1997 | Sweetest Time               | JP23 (3 Wo.)JP | Erstveröffentlichung: 3. Dezember 1997          |
| 1998 | Forever                     | JP12 (7 Wo.)JP | Erstveröffentlichung: 8. Mai 1998               |
| 1999 | Eien no Shoujo (永遠の少女) | JP24 (4 Wo.)JP | Erstveröffentlichung: 18. Dezember 1999         |
| 2000 | Seiko Matsuda: 20th Party   | JP16 (3 Wo.)JP | Erstveröffentlichung: 28. Juni 2000             |
| 2001 | Love&Emotion Vol.1          | JP19 (3 Wo.)JP | Erstveröffentlichung: 20. Juni 2001             |
| 2001 | Love&Emotion Vol.2          | JP43 (1 Wo.)JP | Erstveröffentlichung: 28. November 2001         |
| 2002 | area62                      | — | Erstveröffentlichung: 21. Juni 2002 als Seiko   |
| 2004 | Sunshine                    | JP6 (7 Wo.)JP | Erstveröffentlichung: 9. Juni 2004              |
| 2005 | Fairy                       | JP7 (10 Wo.)JP | Erstveröffentlichung: 6. April 2005             |
| 2005 | Under the Beautiful Stars   | JP34 (3 Wo.)JP | Erstveröffentlichung: 7. Dezember 2005          |
| 2006 | Bless you                   | JP14 (5 Wo.)JP | Erstveröffentlichung: 31. Mai 2006              |
| 2006 | Eternal II                  | JP54 (2 Wo.)JP | Erstveröffentlichung: 6. Dezember 2006          |
| 2007 | Baby’s Breath               | JP19 (6 Wo.)JP | Erstveröffentlichung: 6. Juni 2007              |
| 2008 | My Pure Melody              | JP15 (8 Wo.)JP | Erstveröffentlichung: 21. Mai 2008              |
| 2010 | My Prelude                  | JP4 (9 Wo.)JP | Erstveröffentlichung: 26. Mai 2010              |
| 2011 | Cherish                     | JP10 (8 Wo.)JP | Erstveröffentlichung: 1. Juni 2011              |
| 2012 | Very Very                   | JP9 (7 Wo.)JP | Erstveröffentlichung: 6. Juni 2012              |
| 2013 | A Girl in the Wonder Land   | JP5 (6 Wo.)JP | Erstveröffentlichung: 5. Juni 2013              |
| 2014 | Dream & Fantasy             | JP5 (8 Wo.)JP | Erstveröffentlichung: 4. Juni 2014              |
| 2015 | Bibbidi-Bobbidi-Boo         | JP6 (6 Wo.)JP | Erstveröffentlichung: 10. Juni 2015             |
| 2016 | Shining Star                | JP5 (7 Wo.)JP | Erstveröffentlichung: 8. Juni 2016              |
| 2017 | Seiko Jazz                  | JP6 (16 Wo.)JP | Erstveröffentlichung: 29. März 2017             |
| 2017 | Daisy                       | JP5 (6 Wo.)JP | Erstveröffentlichung: 7. Juni 2017              |
| 2018 | Merry-Go-Round              | JP10 (7 Wo.)JP | Erstveröffentlichung: 6. Juni 2018              |
| 2019 | Seiko Jazz 2                | JP11 (6 Wo.)JP | Erstveröffentlichung: 20. Februar 2019          |
| 2020 | Seiko Matsuda 2020          | JP3 (22 Wo.)JP | Erstveröffentlichung: 30. September 2020        |
| 2021 | Seiko Matsuda 2021          | JP4 (10 Wo.)JP | Erstveröffentlichung: 20. Oktober 2021          |
| 2024 | Seiko Jazz 3                | JP11 (11 Wo.)JP | Erstveröffentlichung: 14. Februar 2024          |

grau schraffiert: keine Chartdaten aus diesem Jahr verfügbar

## Filmografie (Auswahl)
- 1981: Nogiku no haka
- 1996: Engel mit blutigen Händen (Final Vendetta)
- 1997: Big Easy – Straßen der Sünde (The Big Easy, Fernsehserie, 2 Folgen)
- 1998: Armageddon – Das jüngste Gericht (Armageddon)
- 1999: Gnadenlos schön (Drop Dead Gorgeous)
- 2000: Partners (Fernsehfilm)
- 2001: Sennen no Koi: Hikaru Genji Monogatari (千年の恋 ひかる源氏物語)
- 2007: Shanghai Baby
- 2007–2008: Hanazakari no Kimitachi e (花ざかりの君たちへ ~イケメン♂パラダイス~, Fernsehserie, 13 Folgen)
- 2010: Bones – Die Knochenjägerin (Bones, Fernsehserie, Folge 5x15 Die Liebe und die Dunkelheit)
- 2012: Taira no Kiyomori (Fernsehserie, 12 Folgen)
- 2018: Ramen Shop (Ramen Teh)
- 2020: Seiko Matsuda: Sweet Memories